# Barrage de Dachaoshan
Le barrage de Dachaoshan est un barrage sur le Mékong en Chine.